# Cypella geniculata
Cypella geniculata är en irisväxtart som först beskrevs av Friedrich Wilhelm Klatt, och fick sitt nu gällande namn av Pierfelice Ravenna. Cypella geniculata ingår i släktet Cypella, och familjen irisväxter. Inga underarter finns listade i Catalogue of Life.